# Smittium ditrichosporum
Smittium ditrichosporum är en svampart som beskrevs av Strongman 2007. Smittium ditrichosporum ingår i släktet Smittium och familjen Legeriomycetaceae.   Inga underarter finns listade i Catalogue of Life.